# بنية جبرية
في الجبر التجريدي البنية الجبرية (بالإنجليزية: algebraic structure)‏ تتألف من مجموعة مزودة بمجموعة من العمليات أو العلاقات الرياضية المعرفة عليها بحيث تحقق بدهيات axiom معينة. مثلا الزمرة (G,*) يشار لها عادة بالزمرة G. في حال كانت المجموعة مزودة بعلاقات رياضية فقط دون أي عمليات نقول عنها أنها بنية علاقاتية relational structure.

## قانون تركيب داخلي

### تعريف
يرمز له عادة ب {\displaystyle *} أو {\displaystyle T} .
نسمي عملية أو قانون تركيب داخلي كل تطبيق يربط عنصرين من نفس المجموعة بصورة ضمن تلك المجموعة بصفة عامة :
ليكن {\displaystyle x} و{\displaystyle y} من مجموعة {\displaystyle E} .
{\displaystyle *} قانون تركيب داخلي إذا كان : 

{\displaystyle \forall x,y\in E\colon x*y\in E}
حيث {\displaystyle E} تسمى مجموعة مزودة بقانون تركيب داخلي ونكتب {\displaystyle (E,*)}

### خواص

#### التجميعية
القانون {\displaystyle *} تجميعي تكافئ:
{\displaystyle x*(y*z)=(x*y)*z}
مثال: {\displaystyle (3+4)+5=3+(4+5)} 

#### التبادلية
القانون {\displaystyle *} تبادلي تكافئ:

{\displaystyle x*y=y*x}

مثال: {\displaystyle 4X5=5X4}

#### العنصر المحايد
نقول ان {\displaystyle e} عنصر محايد في {\displaystyle E} بالنسبة ل {\displaystyle *} إذا كان:
{\displaystyle x*e=e*x=x}
مثال : {\displaystyle 0} بالنسبة ل {\displaystyle +} في المجموعة {\displaystyle \mathbb {Z} } .

#### المماثل
{\displaystyle y}مماثل {\displaystyle x} في {\displaystyle (E,*)}
{\displaystyle *} يقبل عنصرا محايدا {\displaystyle e} في {\displaystyle E} 

و {\displaystyle x*y=y*x=e}

## أمثلة لبعض البنيات الجبرية البسيطة

### الزمرة

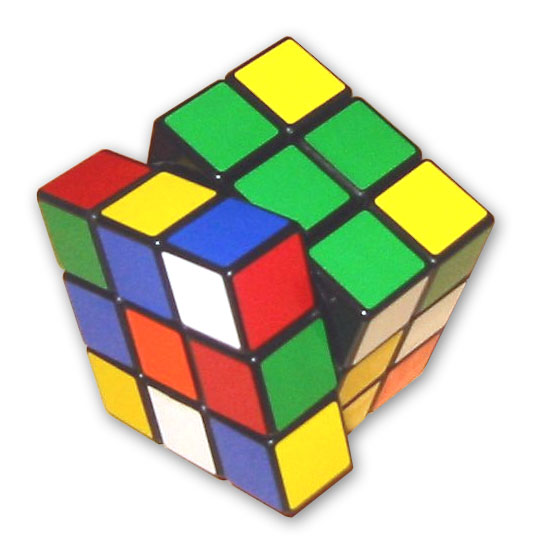
الأشكال التي يأخذهاٍٍمكعب روبيك تكون زمرة.

تكون {\displaystyle (G,*)} زمرة إذا تحققت الخاصيات الثلاث:
1. {\displaystyle *} تجميعي ويقبل عنصرا محايدا.
2. كل عنصر من {\displaystyle G} يقبل مماثلا بالنسبة للقانون {\displaystyle *} في {\displaystyle G}.

إذا كان {\displaystyle *} تبادليا فاننا نقول زمرة تبادلية.

### الحلقة

#### التوزيعية
التوزيعية هي قابلية نشر وتعميل القوانين مثال : الضرب توزيعي على الجداء لأن :

```
a×(b+c)=a×b+a×c 
```

والعكس غير صحيح فالجمع ليس توزيعيا على الجداء بصفة عامة نقول إن القانون {\displaystyle T}توزيعي على القانون {\displaystyle *} إذا وفقط إذا تحقق التالي: 

{\displaystyle \forall x,y,z\in A\colon xT(y*z)=xTy*xTz,(y*z)Tx=yTx*zTx} 
من البنيات الجبرية الأكثر شيوعا نجد الحلقات، وهي عبارة عن مجموعة كائنات رياضية مزودة بقانوني تركيب داخليين من أمثلة الحلقات الأكثر شهرة نجد مجموعة الأعداد الصحيحة النسبية{\displaystyle \mathbb {Z} }.

الحلقة تحقق ما تحققه الزمرة التبادلية بالنسبة لقانونها الأول، تتلخص شروط كون حلقة {\displaystyle (A,*,T)} كما يلي:
1. {\displaystyle (A,*)} زمرة تبادلية.
2. القانون {\displaystyle T} توزيعي على القانون {\displaystyle *} في {\displaystyle A}.
3. القانون {\displaystyle T}تجميعي.

إذا كان {\displaystyle T} تبادليا نقول إن الحلقة تبادلية أما إذا كان له عنصر محايد فتسمى حلقة واحدية.

في حلقة نسمي عادة {\displaystyle *} القانون الأول ونسمي {\displaystyle T} القانون الثاني نسمي كذلك العنصر المحايد بالنسبة للقانون الأول صفر الحلقة ويمكن الرمز له ب {\displaystyle 0_{A}} والعنصر المحايد بالنسبة للقانون الثاني واحد أو وحدة الحلقة ونرمز له ب{\displaystyle 1_{A}} ومن أجل تسهيل الحساب نرمز للقانون الأول ب {\displaystyle +} والثاني ب{\displaystyle x} تبقى كل هذه التغييرات مجرد ترميزات ولا ينبغي لنا الخلط.

### الجسم
الجسم عبارة عن حلقة واحدية تتحقق فيها القسمة أي أن كل عنصر ما عدا صفر الحلقة له مماثل (يسمى أيضا متمم أو مقلوب أو مقابل) من أمثلة الأجسام مجموعة الأعداد الحقيقية {\displaystyle \mathbb {R} } المزودة ب {\displaystyle X} و{\displaystyle +} {\displaystyle (R,+,X)} 

عموما فإن كل جسم {\displaystyle (C,*,T)} يحقق ما يلي:
1. {\displaystyle (C,*,T)} حلقة واحدية .
2. كل عنصر من المجموعة {\displaystyle C-{0_{C}}} يقبل مماثلا.